# Express Płocki
Express Płocki – czasopismo ukazujące się efemerycznie w latach 1926–1927. W sierpniu 2009 zostało reaktywowane przez Milenium Media – wydawnictwo Janusza Szostaka („Express Wieczorny”, „Express Sochaczewski”). „Express Płocki” był tygodnikem lokalnym ukazujący się we wtorki, w nakładzie 10 000 egz. w powiatach: płockim, sierpeckim i gostynińskim. Redaktorem naczelnym był Janusz Szostak.
Czasopismo zniknęło z rynku wraz z początkiem roku 2012. 